# Hòa ước Thiên Tân (1885)
Hiệp ước Thiên Tân 1885 (tiếng Pháp: Traité de Tianjin (1885)) là một thỏa ước được ký kết giữa chính phủ thuộc địa Pháp và nhà Thanh năm 1885 sau Chiến tranh Pháp-Thanh nhằm tranh giành ảnh hưởng ở Việt Nam. Hòa ước này chấm dứt chiến tranh Pháp-Thanh, buộc quân Thanh phải rút khỏi Bắc Kỳ, và công nhận nền bảo hộ của Pháp với Việt Nam. Cũng theo đó thì Hòa ước này chấm dứt lệ triều cống của triều đình Huế ở địa vị phiên quốc đối với nhà Thanh.
Trước đó, Hòa ước Thiên Tân 1884 (Accord de Tientsin) đã được ký ngày 11/05/1884, nhằm giải quyết cuộc chiến tranh không tuyên bố giữa Pháp và Trung Quốc về chủ quyền ở Bắc Kỳ, do đại diện Trung Quốc Lý Hồng Chương và đại diện Pháp François-Ernest Fournier đã thương thảo cho một cuộc rút quân của quân đội Trung Quốc khỏi Bắc Kỳ, để đổi lại một hiệp ước toàn diện để giải quyết các chi tiết về thương mại giữa Pháp và Trung Quốc, và cung cấp cơ sở để phân chia ranh giới tranh chấp với Việt Nam .

## Nội dung
Hiệp ước này gồm 10 điều khoản được ký kết giữa đại diện của chính phủ Pháp là thủ tướng Freycinet và đại diện của Trung Hoa là Tổng lý nha môn (tương đương thủ tướng) Lý Hồng Chương.
- Điều khoản 1: Nước Pháp cam kết khôi phục và duy trì trật tự các tỉnh của An Nam giáp giới Trung Quốc. Nhằm mục đích đó, Pháp sẽ tiến hành các biện pháp cần thiết để đánh tan và đuổi các toán quân thổ phỉ và bọn bất lương đã gây tai hại đến trật tự công cộng và ngăn cản không cho chúng lập lại các tổ chức. Tuy nhiên quân đội Pháp trong bất kỳ trường hợp nào cũng không được vượt biên giới Bắc Kỳ và Trung Hoa mà nước Pháp đã tôn trọng và đảm bảo tránh mọi hành vi xâm lược.

Về phần mình, Trung Quốc cam kết giải tán và trục xuất các bọn thổ phỉ đang trốn tránh ở Trung Quốc và các tỉnh giáp giới với Bắc Kỳ, giải tán các lực lượng thổ phỉ tìm cách lập lại tổ chức trên lãnh thổ mình để gây rối trong dân chúng đang được nước Pháp bảo hộ và tôn trọng các lời cam kết liên quan đến an ninh biên giới, Trung Quốc cũng sẽ không phái quân đội của mình vào lãnh thổ Bắc Kỳ.
Các bên ký kết sẽ ấn định thông qua một thỏa ước đặc biệt, những điều kiện để dẫn độ bọn bất lương giữa Trung Quốc và Pháp.
Người Trung Quốc làm ăn khai khẩn hay trước đây là binh lính, hiện đang sống một cách yên ổn tại Việt Nam làm ruộng hay sản xuất công nghiệp hay buôn bán, hạnh kiểm không có gì chê trách. Sẽ được đảm bảo an toàn về người và tài sản như người được Pháp bảo hộ.
- Điều khoản 2: Trung Quốc đã quyết định không làm gì có hại đến công việc bình định của Pháp và cam kết tôn trọng hiện nay và trong tương lai những hiệp ước, hiệp định và thoả ước đã ký hay sẽ ký trong tương lai giữa Pháp và An Nam.

Về quan hệ giữa Trung Quốc và An Nam, thoả thuận rằng những mối quan hệ đó không làm tổn hại đến Trung Hoa và không để xảy ra điều gì vi phạm hiệp ước này.
- Điều khoản 3: Trong thời hạn 6 tháng kể từ khi ký hiệp ước này, các uỷ viên do các bên dự ký kết chỉ định để đến tại chỗ để công nhận đường biên giới giữa Trung Quốc và Bắc Kỳ. Hai bên sẽ cắm mốc ở khắp nơi nếu xét ra cần thiết để đường biên giới được rõ ràng. Trong trường hợp hai bên không đồng ý về việc cắm mốc hay nếu có những điều chỉnh về chi tiết có thể có đối với đường biên giới hiện nay vì lợi ích chung cho hai nước, các uỷ viên sẽ báo cáo cho chính phủ hai bên cùng biết.
- Điều khoản 4: Khi biên giới đã được thừa nhận, người Pháp và dân bảo hộ của Pháp và những cư dân nước ngoài ở Việt Nam muốn đi qua biên giới để sang Trung Quốc phải có hộ chiếu do nhà đương cục Trung Quốc cấp theo yêu cầu của các nhà cầm quyền Pháp. Đối với công dân Trung Hoa cần có giấy phép của nhà đương cục Trung Hoa tại biên giới
- Điều khoản 5: Thương nhân Pháp và dân bảo hộ của Pháp và thương nhân Trung Hoa ở Bắc Kỳ được phép nhập và xuất khẩu qua biên giới trên bộ giữa Trung Hoa và Bắc Kỳ. Tuy nhiên phải được tiến hành trên một số điểm sẽ được xác định sau này, trong đó việc lựa chọn các mặt hàng và số lượng hàng xuất khẩu sẽ tương ứng với phương hướng và tầm quan trọng của việc buôn bán giữa hai nước. Về phương diện này phải tính đến các quy định hiện hành trong nội bộ vương quốc Trung Hoa

Dù sao đã có hai điểm được chỉ định trên biên giới Trung Quốc, một ở phía Lào Kai và một điểm nữa ở Lạng Sơn. Các nhà buôn Pháp có thể ấn định những điều kiện cùng với những thuận lợi như với các cảng Trung Quốc thông thương với nước ngoài của Trung Quốc. Chính phủ Trung Hoa sẽ thiết lập các cơ sở Thương chính và chính phủ Pháp có thể lập các lãnh sự với những ưu đãi về quyền hạn giống y như những nhân viên cùng loại trong các các thông thường.
Về phía mình, Hoàng đế Trung Hoa cùng với chính phủ Pháp bổ nhiệm các lãnh sự trong các thành phố lớn ở Bắc Kỳ.
- Điều khoản 6: Một quy định đặc biệt gắn với hiệp ước sẽ nói rõ thêm các điều kiện về buôn bán trên bộ giữa Bắc Kỳ và các tỉnh Vân Nam, Quảng Tây, Quảng Đông của Trung Quốc. Quy định này sẽ do các uỷ viên của hai bên chỉ định xây dựng nên trong thời hạn ba tháng kể từ khi ký bản hiệp ước này

Hàng hoá trao đổi giữa các tỉnh Bắc Kỳ và Quảng Tây, Vân Nam sẽ được hưởng biểu thuế thấp hơn biểu thuế xuất nhập hiện hành. Tuy nhiên biểu thuế được giảm sẽ không được áp dụng với các hàng hoá trao đổi qua biên giới trên bộ giữa Bắc Kỳ và tỉnh Quảng Đông vì không có hiệu lực trong các cảng đã mở theo hiệp ước này
Việc buôn bán vũ khí, đạn dược, dụng cụ, đồ tiếp tế quân dụng các loại sẽ phải theo luật pháp các các quy định của các nước mỗi bên ký kết
Việc xuất nhập khẩu thuốc phiện sẽ chịu sự chi phối của điều khoản đặc biệt được nêu trong bản quy định thương mại nói trên
Việc buôn bán trên biển giữa Trung Quốc và An Nam cũng sẽ có quy định riêng, tạm thời không có gì mới so với cách làm hiện nay
- Điều khoản 7: Nhằm phát triển thuận lợi các quan hệ buôn bán và láng giêng tốt mà hiệp ước này mong muốn phục hồi giữa Pháp và Trung Quốc, chính phủ nước Cộng hòa Pháp sẽ xây các đường sá ở Bắc Kỳ và sẽ khuyến khích xây dựng các đường sắt tại Bắc Kỳ. Về phía Trung Quốc khi quyết định làm đường sắt sẽ thương lượng với ngành công nghiệp Pháp và chính phủ Pháp sẽ dành mọi thuận lợi để tìm kiếm ở Pháp nhân viên cần thiết. Điều khoản này được coi như đặc quyền dành cho Pháp
- Điều khoản 8: Các điều khoản thương lượng của hiệp ước này và các quy định sẽ có thể xem lại sau một thời gian 10 năm tròn kể từ ngày trao đổi thư phê chuẩn hiệp ước này. Nhưng trong trường hợp 6 tháng trước thời hạn, không có bên nào thuộc bên đã ký kết không biểu lộ ý muốn xét lại, các điều khoản vẫn còn hiệu lực cho một thời hạn mới 10 năm nữa và sau này cũng sẽ như thế
- Điều khoản 9: Từ khi hiệp ước này được ký, lực lượng (quân sự) Pháp sẽ rút khỏi Ke Lung (Ka Long) và chấm dứt đi lại ngoài khơi. Trong thời hạn một tháng, sau khi ký kết hiệp ước này quân đội Pháp sẽ hoàn toàn rút khỏi đảo Đài Loan, đảo Lôi Châu
- Điều khoản 10: Các điều khoản của hiệp ước này, các hiệp định và thỏa ước giữa Pháp và Trung Quốc không trái với hiệp ước này vẫn hoàn toàn có hiệu lực

Hiệp ước này sau khi được hoàng đế Trung Hoa phê chuẩn, Tổng thống nước Cộng hòa Pháp phê chuẩn, việc trao đổi thư phê chuẩn sẽ được tiến hành tại Bắc Kinh trong thời gian sớm nhất
Hiệp ước ký tại Thiên Tân, lập thành 04 bản ngày 9 tháng 6 năm 1885